# Giorgio Mainerio
Giorgio Mainerio (Parma, 1535 – Aquileia, 4 maggio 1582) è stato un musicista e compositore italiano.
La sua opera più nota è forse il brano Schiarazula marazula, ripreso dal cantautore Angelo Branduardi nel suo brano Ballo in Fa diesis minore dell'album La pulce d'acqua.

## Biografia
Mainerio nacque a Parma nel 1535 da un padre di probabile origine scozzese (a suffragio di questa ipotesi è il fatto che Giorgio firmasse scrivendo Mayner). La sua educazione contemplò lo studio della musica, ma non intraprese subito la carriera musicale, giacché nel 1560, con la qualifica di presbitero, concorse ad un posto di cappellano e altarista nella chiesa udinese di Santa Maria Annunziata.
Mainerio visse ad Udine tra il 1560 e il 1570; qui, grazie alle conoscenze musicali già acquisite ed agli insegnamenti di due locali contrappuntisti, Gabriele Martinengo (maestro di cappella dal 1562 al 1567) e Ippolito Chiamaterò (maestro di cappella dal 1567 al 1570), realizzò l'idea di intraprendere la carriera musicale, che lo avrebbe portato più facilmente ad una sistemazione economica. 
Non più di tre anni dopo l'inizio della sua permanenza a Udine cominciò ad essere incuriosito da scienze e pratiche occulte (astrologia, magia, necromanzia) e si vociferava che partecipasse in compagnia di alcune donne a strani riti notturni . Il tribunale aquileiese dell'Inquisizione avviò a tal proposito un'indagine istruttoria in vista di un regolare processo, ma il caso fu cassato perché non si venne a sapere nulla di più di quello che il tribunale già sapesse per pubblica fama. Tuttavia, anche dopo la chiusura del caso giudiziario per il musicista risultò sempre più evidente la difficoltà che aveva nei rapporti col personale del Capitolo di Udine e decise, dopo aver provveduto da tempo a candidarsi per il concorso per un impiego nella Basilica Patriarcale di Aquileia, di sciogliere parzialmente ed anzitempo il rapporto che lo legava all'istituzione ecclesiastica udinese, motivando tale decisione con "impellenti se pur oneste cause".
Trasferitosi ad Aquileia dopo aver superato il concorso che gli fece trovare impiego, Mainerio andò a risiedere nell'antico centro del Patriarcato, luogo più isolato e tranquillo del centro cittadino.
Nel 1578 divenne "Maestro di Capella della S. Chiesa d'Aquilegia" e negli ultimi anni della sua vita, resi difficili da una salute non più perfetta, il musicista si esonerò spesso dall'obbligo del coro per viaggi alla volta di Venezia, Ancona e di qualche centro di cure termali.
La notizia del suo decesso fu data nella seduta del Capitolo convocata il 4 maggio 1582.

## Opere
Mainerio scrisse principalmente opere di carattere sacro ma pubblicò anche una raccolta di canti e balli profani di origine e d'uso popolari, Il primo libro de' balli.
Il primo libro de' balli accomodati per cantar et sonar d'ogni sorte de instromenti di Giorgio Mainerio Parmeggiano Maestro di Capella della S. Chiesa d'Aquilegia fu stampato da Angelo Gardano a Venezia nel 1578.
Prima di questo Mainerio aveva pubblicato un libro di Magnificat octo tonorum...cum quatuor vocibus contenente un Regina coeli stampato a Venezia da G. Bariletto nel 1574.
In seguito pubblicò altri dieci Magnificat raccolti con il titolo di Sacra cantica Beatissimae M Virg omnitonum sex vocum parium canenda, integrati da un mottetto (anch'esso a sei voci) intitolato O sacrum convivium, tutti stampati a Venezia da Angelo Gardano nel 1580.

## Cultura di massa
Alla figura di Giorgio Mainerio è dedicata una storia del fumetto italiano Dampyr, intitolata Il musicista stregato e pubblicata sul n. 107 della serie regolare nel febbraio 2009. La storia, scritta da Mauro Boselli su soggetto di Mario Faggella e disegnata da Mario Rossi (Majo), reinterpreta in chiave romanzesca alcuni episodi reali della vita di Mainerio (in particolare il suo interesse per l'occulto e la magia), mescolandoli sapientemente con alcuni miti del folclore friulano come le "agane", demoni acquatici in forma di donna.

## Discografia
- 1985 - Giorgio Mainerio. Il primo libro de balli, Venezia 1578, Ensemble Oswald von Wolkenstein (PM Music)
- 2009 - Giorgio Mainerio. Il primo libro de balli, Consort Veneto, dir. Giovanni Toffano (Tactus)